# Conus monachus
Espèce
Statut de conservation UICN

 LC  : Préoccupation mineure
Conus monachus est une espèce de mollusques gastéropodes marins de la famille des Conidae.
Comme toutes les espèces du genre Conus, ces escargots sont prédateurs et venimeux. Ils sont capables de « piquer » les humains et doivent donc être manipulés avec précaution, voire pas du tout.

## Description
La taille de la coquille varie entre 18 mm et 74 mm. La coquille est un peu gonflée et striée à distance en dessous. La spire est striée et quelque peu convexe. La coquille est blanche, marbrée longitudinalement et mouchetée de bleu terne ou de violet. Il capture ses proies en utilisant la stratégie du "taser-and-tether" (harpon). Cela signifie qu'il étourdit sa proie en utilisant du venin et étend une proboscis à partir de son rostrum et "accroche" le poisson, de la même manière qu'un harpon le ferait.

## Distribution
Cette espèce marine est présente dans l'Indo-Pacifique. Elle se trouve dans la zone néritique et réside dans le sable boueux et sous les rochers. 

### Niveau de risque d’extinction de l’espèce
Selon l'analyse de l'UICN réalisée en 2011 pour la définition du niveau de risque d'extinction, cette espèce est présente en Indonésie et aux Philippines, au Vanuatu, en Nouvelle-Calédonie, dans la mer d'Andaman, dans les îles Salomon et en Australie. Il y a très peu de spécimens connus de cette espèce, cependant elle est relativement commune dans la mer de Sulu et dans l'ouest de l'Australie. Il n'y a pas de menaces majeures connues pour cette espèce. Cette espèce est classée dans la catégorie " préoccupation mineure ".

## Taxonomie

### Publication originale
L'espèce Conus monachus a été décrite pour la première fois en 1758 par le naturaliste suédois Carl von Linné dans « la 10e édition du Systema Naturæ »,.

### Synonymes
- Conus (Pionoconus) monachus Linnaeus, 1758 · appellation alternative
- Conus contusus Reeve, 1848 · non accepté
- Conus frostianus Brazier, 1898 · non accepté
- Conus nebulosus Gmelin, 1791 · non accepté
- Conus vinctus A. Adams, 1854 · non accepté
- Cucullus cinerarius Röding, 1798 · non accepté
- Cucullus guttatus Röding, 1798 · non accepté
- Cucullus maculosus Röding, 1798 · non accepté
- Pionoconus monachus (Linnaeus, 1758) · non accepté
- Pionoconus vinctus (A. Adams, 1854) · non accepté